# Okupace Pobaltí Sovětským svazem

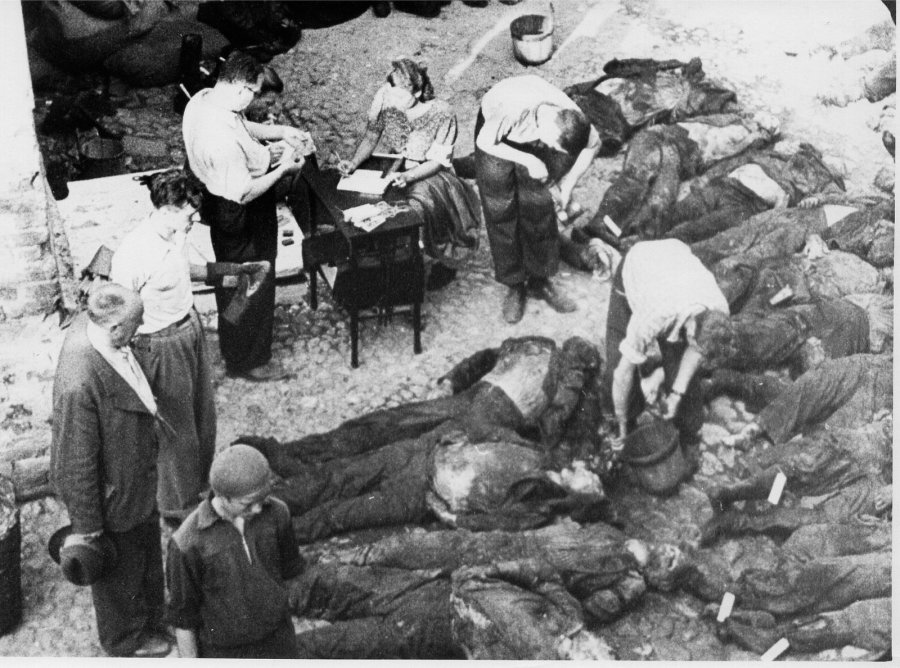
Lidé zavraždění sovětskou NKVD, snímek z roku 1941

Tři nezávislé pobaltské země – Estonsko, Lotyšsko a Litva – byly napadeny a obsazeny v červnu 1940 Sovětským svazem. Stalo se tak na základě paktu Molotov-Ribbentrop, který byl podepsán mezi nacistickým Německem a Sovětským svazem v srpnu 1939, těsně před vypuknutím druhé světové války. Němci a Sověti si v tajném dodatku paktu rozdělili sféry vlivu a Pobaltí připadlo Sovětům. Tři přepadené pobaltské země byly formálně připojeny k Sovětskému svazu v srpnu 1940. Spojené státy a většina ostatních západních zemí toto začlenění nikdy neuznaly. 22. června 1941 nacistické Německo zaútočilo na Sovětský svaz a během několika týdnů obsadilo i Pobaltí. V červenci 1941 začlenilo pobaltské území do svého Reichskommissariatu Ostland. V důsledku baltské ofenzívy Rudé armády z roku 1944 Sovětský svaz dobyl zpět většinu Pobaltí a uvěznil zde zbývající německé síly v tzv. Kurlandské kapse, a to až do jejich formální kapitulace v květnu 1945. Sovětský svaz pak Pobaltí okupoval až do roku 1991. Během této doby se ve třech pobaltských zemích usadilo velké množství lidí z Ruska a dalších částí bývalého SSSR, zatímco místní jazyky, náboženství a zvyky byly potlačeny. Okupaci provázelo masové vraždění, deportace a všemožné další represe. Během obou sovětských okupací (1940–1941; 1944–1991) bylo zabito nebo deportováno dohromady 605 000 obyvatel pobaltských zemí (135 000 Estonců, 170 000 Lotyšů a 320 000 Litevců), zatímco jejich majetek byl zkonfiskován a předán příchozím kolonistům – sovětské armádě a příslušníkům NKVD, jakož i funkcionářům komunistické strany a ekonomickým migrantům. Samotné vlády pobaltských států, Spojené státy a jejich soudy, Evropský parlament, Evropský soud pro lidská práva i Rada OSN pro lidská práva uznaly, že tyto tři země nebyly nikdy zákonně začleněny do Sovětského svazu, ale až do roku 1991 nezákonně okupovány. Na principu právní kontinuity meziválečných pobaltských států bylo postaveno i jejich obnovení v roce 1991. Fakticky mu ale pomohl zejména rozpad Sovětského svazu na konci roku 1991. Sovětský svaz svou přítomnost v Pobaltí nikdy formálně neuznal jako okupační a protiprávní, učinila tak nicméně Ruská sovětská federativní socialistická republika v roce 1991. Tento postoj prosadil Boris Jelcin. Jelcinovské Rusko souhlasilo i s požadavkem „pomoci osobám deportovaným z okupovaných pobaltských států“ při svém vstupu do Rady Evropy v roce 1996. Rusko začalo stahovat své jednotky z Pobaltí (nejprve z Litvy) v srpnu 1993. Úplné stažení jednotek skončilo v srpnu 1994. Oficiálně ukončilo svou vojenskou přítomnost v Pobaltí v srpnu 1998 vyřazením radarové stanice Skrunda-1 v Lotyšsku. Poslední ruský voják opustil baltskou půdu v říjnu 1999. Po nástupu Vladimira Putina a putinismu však Rusko své postoje přehodnotilo. Ruské školní učebnice v současnosti tvrdí, že pobaltské státy se dobrovolně připojily k Sovětskému svazu poté, co jejich národy provedly socialistické revoluce nezávislé na sovětském vlivu. Ruská vláda trvá na tom, že začlenění pobaltských států bylo v souladu s mezinárodním právem a vzniklo na základě dohod uzavřených na Jaltě v únoru 1945 a v Postupimi v létě 1945.